# Cecilia García Castillo
Cecilia Margarita García-Mella Castillo (Santo Domingo, 22 de noviembre de 1951) es una actriz, cantante, conductora, productora de televisión y teatral dominicana. Fue la primera mujer en recibir en tres ocasiones diferentes el premio “Gran Dorado”, máximo galardón artístico en la República Dominicana.

## Primeros años
Hija de Dulce Esperanza Castillo Báez y de Luis Arístides García-Mella y García de la Concha (nieto de Gertrudis Mella [prima hermana del padre de la patria Ramón Matías Mella], mujer cuyos descendencientes fusionaron sus apellidos para conservar el ilustre patronímico del prócer independentista) García creció en un hogar artístico, rodeada de instrumentos musicales. Cuenta que la vestían de bailarina y siempre participaba en las veladas del colegio. García siempre quiso ser cantante, y fue a los 16 años de edad cuando su padre accedió a su petición, con el compromiso de que siguiera sus estudios y llegara a la universidad para realizar una carrera. De este modo, luego de graduarse del bachillerato en el colegio Santa Teresita, inició sus estudios de psicología en la universidad Pedro Henríquez Ureña.
Su carrera artística comenzó de la mano del compositor dominicano Manuel Sánchez Acosta, quien era amigo de su familia, en el programa “La Taberna de Babín, que se transmitía en el canal 4 de Radio Televisión dominicana.

## Trayectoria

### Televisión
Mientras estudiaba psicología, se integró a los grupos de anunciantes y programas de televisión de la época. Perteneció a la generación de Milton Peláez, Freddy Beras Goico, Cuquín Victoria , Felipe Polanco, Rhina Ramirez y Ángela Carrasco y hacía apariciones en los nightclubs y espectáculos. García también pasó a ser una figura importante en el ámbito de creatividad publicitaria y realizó jingles, locuciones, caracterizaciones de voz y personajes para radio, televisión y cine de las más importantes campañas. 
De 1970 al 1974 fue parte del elenco de actores cómicos de la Cadena Telemundo en San Juan de Puerto Rico.
Su primera coproducción en la televisión fue en 1974 con el espacio 3x3, en Radio Televisión Dominicana, canal 4 de la República Dominicana. En 1978, condujo el programa Cecilia y Solano en el canal 4 y se desempeñó también como co -productora, cantante, y comediante del programa y, en 1980, produjo su primer programa Esta Noche Cecilia.
Amplió sus proyectos televisivos y formó parte del equipo de talentos del programa diario El Show del Medio Día hasta 1985.
Cecilia en faceta fue el programa con el que más se le conoció, producido en 1985 y transmitido por Rahintel, hoy Antena Latina, hasta 1995. Cecilia en Facetas presentó especiales de televisión, entrevistas, musicales y actuación.
En 1994, se radicó en los Estados Unidos, pero continuó viajando a la República Dominicana para grabaciones de su programa Cecilia En Facetas y sus diversas presentaciones artísticas. El programa Cecilia en Facetas terminó después de una década, en 1995. En 1996, comenzó a trabajar una semana cada mes el programa Punto Final de Freddy Beras Goico.
Años después, realizó la producción para la televisión dominicana Donde Quiera que Estés, el cual se transmitía por Telecentro canal 13, y estuvo al aire por aproximadamente tres años. Donde quiera que estés era un programa de carácter humano, que buscó dominicanos y dominicanas en cualquier parte del mundo y los llevó a República Dominicana a un encuentro con familiares y antiguos amigos. Esta producción terminó en el año 2003 y se convirtió en su más reciente participación como conductora y productora de televisión.

### Teatro
En 1974, García protagonizó la obra el Último Instante del autor dominicano Franklin Domínguez, la cual se presentó en el Teatro Nacional de Santo Domingo y recibió excelentes críticas de la prensa especializada. A partir de este trabajo, García, se situó entre las actrices dramáticas más destacadas de la escena dominicana y al mismo tiempo en la más popular actriz cómica de televisión. 
En 1975 obtuvo dos premios El Dorado: actriz cómica del año y realizadora del mejor espectáculo del año por 100% Cecilia, primera vez que una mujer recibía este reconocimiento en la historia de esta premiación.
En el 1984, nuevamente se hizo merecedora de El Gran Dorado como artista del año. Con este reconocimiento el público la denominó la Diva, por ser la primera mujer en recibir este premio.
En 1988, protagonizó Evita, el musical de mayor número de público que se conoce hasta el momento realizado en el Teatro Nacional de Santo Domingo, República Dominicana y ganó su primer “Premio Cassandra” como Mejor Espectáculo del año. 
En agosto de 1992, encarnó cuatro personajes en la obra del dramaturgo Arturo Rodríguez, Parecido a Sebastián, la cual estuvo en escena durante una larga temporada a casa llena.
Al cumplir sus 25 años en el arte escénico, García realizó bajo la producción de Guillermo Cordero el espectáculo “Fantástica”. 
En el 2005, protagonizó la primera versión en español, a nivel mundial, del reconocido musical Victor Victoria, con el cual ganó un Premio “Cassandra” como mejor actriz del año.
Luego de unas temporadas fuera de los musicales dominicanos, García regresó y protagonizó el éxito El beso de la mujer araña, con el cual obtuvo un premio “Cassandra” como la Mejor Actriz del año.
Posteriormente, participó como actriz invitada interpretando a Fantine en el musical “Les Miserables” en República Dominicana.
En el 2011, participó con una aparición especial en el musical Blanca Nieves creado y producido por Fidel López. En ese mismo año presenta Master Class obra de Terrance MacNally bajo la dirección de Carlo Espinal, director y actor dominicano, en el marco del aniversario de la muerte de Maria Callas y contaba con el auspicio del Centro Franklin de la Embajada de los Estados Unidos en la República Dominicana.
En el 2013, regresó a la Sala Carlos Piantini del Teatro Nacional Eduardo Brito, para protagonizar la comedia inglesa, "Glorious, la peor cantante del mundo", del autor Peter Quilter bajo la dirección de Carlos Espinal. La historia está basada en la vida de Glorious Fuster Jenkins. En esa ocasión García estuvo acompañada por los actores Cuquin Victoria, Lillyanna Diaz, Dolly García, Dante Cucurrullo y la debutante teatral Crystal Jiménez Vicent. Más adelante la versión cinematográfica fue protagonizada por Meryl Streep.
En el año 2015, protagonizó la obra teatral Olivia y Eugenio puesta en escena por parte de Primera Memoria Producciones and Films, bajo la dirección de Carlos Espinal, en la Sala Ravelo del Teatro Nacional de Santo Domingo. Esta obra se ha presentado en Perú y en España, protagonizada por la actriz Concha Velazco. República Dominicana fue el único país del Caribe en donde se ha presentado. Esta es la historia de Olivia, madre de Eugenio, un joven nacido con síndrome de Down. El texto cuenta la historia de una madre que atraviesa una enfermedad terminal, quien reflexiona sobre cuál sería el futuro de su hijo, después de que ella muera. En la misma, realiza su debut teatro profesional del país y al lado de Cecilia García, José Ricardo Gil Ostreicher (Jochy Gil) primer actor con síndrome de Down en coprotagonizar una obra de teatro en la República Dominicana.
En el año 2017, la Asociación de Cronistas de Arte (ACROARTE), le entregó el primer Soberano a las Artes Escénicas, reconocimiento que se le otorga a las figuras que han tenido una trayectoria importante en las artes escénicas.

Para nosotros es un honor reconocer a una figura como Cecilia García, una mujer que nos representa con orgullo en cada una de las áreas donde se ha propuesto ejercer su talento. En ella tenemos una representación fiel del talento que por tantos años ha entregado la mujer al arte dominicano. Es por esta razón un orgullo poder estrenar este reconocimiento con una artista de la altura de Cecilia García
 Emelyn Baldera, presidente de Acroarte.

En esa misma ceremonia García fue ganadora del premio a “Mejor Actriz” por su interpretación de Judy Garland en la obra Al Final del Arcoíris, del autor Peter Quilter, la cual fue escogida para celebrar los 50 años de García en el arte y se presentó por dos temporadas, bajo la dirección general de Carlos Espinal y la dirección musical de Gustavo Rodríguez, con la participación actoral de José Lora (Checho) y Mario Arturo, en la Sala Carlos Piantini del Teatro Nacional en la Sala Carlos Piantini del Teatro Nacional.
En el año 2018, García se reunió con los comediantes Cuquin Victoria y Felipe Polanco para presentar la revista cómico musical Los Tremendos Tres. Las ganancias de la obra fueron entregadas como donación para la Liga Dominicana Contra el Cáncer, Fundación Dominicana de Cardiología, La Escuela para Sordos y la Fundación El Arca Dominicana.
En el año 2025, bajo la dirección de Carlos Espinal y la producción de Marcos Malespin-Estevez, García encarna a Dolly Levi personaje principal del aclamado musical de Broadway Hello, Dolly! Que llega por primera vez a la sala principal del Teatro Nacional Eduardo Brito en esta versión para República Dominicana, durante las funciones García vuelve a deslumbrar con su gran talento en la actuación y el canto, dando como resultado varias funciones a casa llena y ovaciones de pie por parte de los asistentes al culminar el espectáculo. 

### Cine
García debutó en el cine con la película Biodegradable, en el año 2013 , bajo la dirección de Juan Basanta. Compartió protagónico  junto a Cesar Evora, Rayniel Rufino, Paul Calderó y Ángel Haché . Esta producción participó en el Festival Todo Cine Todo Dominicana, que auspició Casa América en Madrid.

### Música
En 1969, García se presentó en la Ciudad de México en el Primer Festival de la Canción Latina. Ese mismo año participó en el Festival Dominicano de la Canción con una balada que ella misma compuso.
En el año 2011, presentó su producción discográfica “Maravillosa”, dirigida por el maestro Rafael Solano.

#### Discografía
Déja Vu: fue su primer disco en el que incluía 17 temas.
Para toda la vida: Incluye canciones en español, inglés y portugués.
Maravillosa: 11 temas de distintos autores del continente americano, en cuya producción se incluye con un bonus track con una participación en vivo del concierto  del compositor y cantante brasileño Ivan Lins quien al llamarla en escena “maravillosa” sin saberlo le dio nombre a esta producción musical.
La artista Cecilia Garcia cuenta con su perfil de artista en la plataforma de Apple Music.

## Vida personal
Nació el 22 de noviembre de 1951, en la ciudad de Santo Domingo de Guzmán en la República Dominicana, hija de Luis Arístides García-Mella García y Dulce Esperanza Castillo Báez. García se casó en primeras nupcias con el músico dominicano Guillermo (Guillo) Carias Marra, padre de su primogénito Guillermo Carias García-Mella. Además, es madre de Hatuey De Camps García-Mella y Luis Miguel De Camps García-Mella, fruto de su matrimonio con el político dominicano Hatuey de Camps Jiménez.
García vive en el estado de la Florida, en donde residió por más de 25 años, junto a su tercer esposo, el neuropsiquiatra y escritor dominicano, Segundo Imbert Brugal.

## Premios
- 1975 Premios “EL DORADO” Actriz del año (El último instante)
- 1975 Premios “EL DORADO” el Gran Dorado Artista del año.
- 1978 Premio Humorista del Año (El Dorado)
- 1982 Premios El Dorado Realizadora del Mejor Espectáculo (100% Cecilia)
- 1982 Premios El Dorado Humorista del año
- 1988 Premios Cassandra Mejor Espectáculo del año (Evita)
- 2005 Premios Cassandra Mejor Actriz del año. (Victor y Victoria)
- 2005 Premios Cassandra Mejor Producción. (Victor y Victoria)
- 2007 Premios Cassandra Mejor Actriz del año. (El Beso de la Mujer Araña)
- 2007 Premios Cassandra Mejor Producción (El Beso de la Mujer Araña)
- 2011 Premios Casandra Mejor Actriz (Master Class)
- 2011 Premios Casandra Mejor Producción (Master Class)
- 2018 Premios Soberanos Mejor Actriz (Al Final Del Arcoíris)
- 2018 Premios Soberanos Soberano a las Artes Escénicas (Trayectoria)